# Thomas Albert Williams
{{Ficha de persona
| área             = botánico, zoólogo, explorador
| abreviatura en botánica el drogao
Prof. Dr. Thomas Albert Williams (1865-1900) fue un botánico, zoólogo, y explorador estadounidense. Trabajó extensamente con la flora de California.

## Algunas publicaciones

### Libros
- 1897.  Grasses and Forage Plants of the Dakotas. ISBN 978-1-120-28851-6
- 1910.  The aphididae of Nebraska . University Studies 10 (2): 85-175
- La abreviatura «T.A.Williams» se emplea para indicar a Thomas Albert Williams como autoridad en la descripción y clasificación científica de los vegetales.[2]